# Storia della decadenza e caduta dell'Impero romano
Storia della decadenza e caduta dell'Impero romano (titolo originale: The History of the Decline and Fall of the Roman Empire) è un'opera storica in sei volumi scritta dallo storico inglese Edward Gibbon. Traccia le tappe della civilizzazione dell'Occidente – raccontando pure le conquiste islamiche e mongole – dall'apogeo dell'Impero romano alla conquista di Costantinopoli da parte di Maometto II. Il primo volume fu pubblicato nel 1776, e poi ristampato altre sei volte. I volumi II e III vennero dati alle stampe nel 1781; i volumi IV, V e VI tra il 1788 e 1789. 
Dato l'uso di fonti primarie, insolito per l'epoca, la metodologia adottata divenne un modello per gli storici, meritando a Gibbon la definizione di «primo storico moderno dell'antica Roma». Il testo è considerato una splendida opera letteraria, un'introduzione molto leggibile al periodo trattato, anche se i progressi compiuti nell'archeologia e nella documentazione storica rendono talune interpretazioni esposte oramai superate e non più conoscenze accademiche accettate, come avvenne fino al XX secolo.

## Tema
L'opera copre la storia dell'Impero romano da Traiano, dal 98 al 1453, concludendosi nel 1590. Egli prese come materiale per il suo lavoro i comportamenti e le decisioni che portarono prima alla lunga decadenza e poi alla caduta dell'Impero romano: Impero bizantino e Impero romano d'Occidente, esponendo una spiegazione circa i motivi della sua caduta. Il suo pessimismo ed il distaccato uso dell'ironia è comune al genere storico di questo periodo.
Nonostante abbia scritto anche altre opere, Gibbon dedicò gran parte della sua vita (1772-1789) a questo suo lavoro. La sua autobiografia Memoirs of My Life and Writings è dedicata per gran parte alle sue riflessioni su come il libro sia virtualmente divenuto la sua stessa vita. Egli paragonò la pubblicazione di ogni volume alla nascita di un nuovo figlio.
Gibbon lavorava in questo modo: «modellare di getto un intero paragrafo, ripeterlo a alta voce, depositarlo nella memoria, ma sospendere l'azione della penna fin tanto che non avessi dato l'ultima rifinitura al lavoro». Gibbon stesso notò una certa differenza di stile tra i vari volumi che compongono la sua opera: il primo volume era secondo lui «un po' aspro e elaborato», il secondo e il terzo «maturati in naturalezza e precisione», mentre negli ultimi tre, composti per lo più in Svizzera (a Losanna), temeva che «l'uso costante di parlare in una lingua e scrivere in un'altra abbia infuso una certa mescolanza di gallici idiomi.»

## Contenuto

### Prefazione
Nella prefazione dell'opera Gibbon afferma che «in tre periodi possono dividersi le memorabili rivoluzioni, che nel corso di circa tredici secoli, hanno urtato l'edifizio della romana grandezza e infine lo hanno gettato a terra»:
II. Il secondo periodo comincia col regno di Giustiniano il quale con le sue leggi e le sue vittorie restituì all'impero d'Oriente l'antico suo splendore. Questo periodo abbraccia la invasione dei Longobardi in Italia; la conquista dell'Asia e dell'Africa fatta dagli Arabi che abbracciata avevano la religione di Maometto; la ribellione del popolo romano contro i deboli sovrani di Costantinopoli e la elevazione di Carlo Magno, che nell'anno 800 fondò un nuovo Impero.
III. L'ultimo e il più lungo di questi periodi contiene quasi sei secoli e mezzo, vale a dire cominciando dal rinnovamento dell'impero in Occidente fino alla presa di Costantinopoli fatta dai Turchi, ed alla estinzione della stirpe di quei principi avviliti che si adornavano dei vani titoli di Cesare e di Augusto nel tempo stesso in cui il loro potere era circoscritto fra le mura di una sola città, dove non conservavano neppur un'ombra del linguaggio e dei costumi degli antichi romani. Le crociate fanno parte degli avvenimenti di questo periodo poiché hanno anch'esse contribuito alla rovina dell'impero bizantino. Allorché si vuol parlare di queste guerre sacre non è possibile non fare alcune ricerche sullo stato in cui Roma si è trovata in mezzo alle tenebre ed alla confusione de' secoli bassi.»
Gibbon nella prefazione aggiunge che non è sicuro di completare un così «immenso piano» che «ergerebbe molti anni di salute, di ozio, e di costanza» e che molto probabilmente si sarebbe fermato al primo periodo; alla fine però decise di proseguire l'opera narrando, non molto approfonditamente a dire il vero, la millenaria storia dell'Impero romano d'Oriente (o bizantino).

### Capitoli 1-14
I primi tre capitoli dell'opera sono dedicati allo Stato e alla costituzione dell'Impero nei primi due secoli, mentre il quarto capitolo è dedicato a Commodo e all'inizio della crisi. I successivi capitoli sono dedicati ai vari Imperatori del III secolo (Valeriano, Gallieno, Aureliano, Claudio il Gotico, Diocleziano ecc.) e il modo in cui avevano rallentato o accelerato la crisi dell'Impero. Due capitoli sono dedicati anche alla Persia e alla Germania e i popoli bellicosi che vi abitavano.

### Capitoli 15-16: l'opinione di Gibbon sul Cristianesimo
Nei Capitoli 15 e 16 dell'opera originale il Gibbon si dilunga sulle origini e sulla diffusione del Cristianesimo, e parla anche delle persecuzioni. A causa del forte anticlericalismo che pervade tali pagine, questi capitoli vennero fortemente criticati. In una lettera scritta alla matrigna verso la fine del 1776, paragonava le critiche a tali capitoli a «un cannoneggiamento tanto violento quale quello che potrebbe venir raccolto contro Washington». In risposta a tali critiche, Gibbon pubblicò, in risposta a un libello di H.E. Davis, un'opera A vindication of some passages in the fifteenth and sixteenth chapters (Difesa di alcuni brani dei capitoli XV e XVI), dopodiché rimase in silenzio. Nella sua biografia scrive che sarebbe stato tentato di attenuare questi due capitoli se solo avesse previsto il loro effetto sui «pii, sugli incerti e sui prudenti».
Alcuni curatori di Gibbon erano di fede cattolica e provarono a censurare l'opera. Thomas Bowdler nella sua edizione del Declino e caduta tagliò dall'opera originale tutte le parti anticlericali e per questo motivo venne coniata una nuova parola ispirandosi al cognome del censore, Bowdolirized (espurgato). Un altro curatore, il Decano Millman, definì l'opera un attacco sfrontato e in malafede al Cristianesimo, mentre il vittoriano Birbeck Hill rimase colpito dalla «indecenza della sua scrittura» e dalla sua «fredda e erudita oscenità».

### Capitolo 38: Osservazioni generali sulla caduta dell'Impero romano in Occidente
Nel Capitolo 38, in un paragrafo chiamato Osservazioni generali sulla caduta dell'Impero romano in Occidente, il Gibbon elenca una serie di cause che portarono al declino e alla caduta dell'Impero romano d'Occidente:
Ma da discepolo fedele di Voltaire, identificava nel Cristianesimo la causa prima della crisi dell'Impero:
A parte l'evidente spirito anticlericale illuministico che ispirava l'analisi di Gibbon bisogna tuttavia riconoscerne l'attualità se anche Momigliano (1959) concordava nell'evidenziare come il trionfo del Cristianesimo avesse notevolmente influito sulle istituzioni della società pagana.

### Capitolo 48: Invettiva contro i Bizantini e piano degli ultimi due volumi dell'opera
All'inizio del capitolo 48, dedicato agli Imperatori bizantini dal 641 al 1204, Gibbon lancia un'invettiva contro i bizantini: 
Questo giudizio negativo sui Bizantini è stato condannato dal Bury, che lo considera «uno dei [giudizi] più falsi e di maggior effetto mai espressi da uno storico attento».
Nonostante l'evidente disprezzo per i Bizantini, lo storico decide di non abbandonare (nonostante ne fosse tentato) «gli schiavi Greci e i loro storici servili», in quanto «il fato della monarchia Bizantina è passivamente connesso con le più splendide e importanti rivoluzioni che hanno cambiato lo stato del mondo». Infatti le province perdute dai Greci vennero occupate da nuovi regni e, secondo lo storico inglese, «è nelle loro origini e conquiste, nella loro religione e governo, che dobbiamo esplorare le cause e gli effetti del declino e caduta dell'Impero d'Oriente». Dunque nei capitoli successivi il Gibbon analizzerà le nazioni nemiche dell'Impero d'Oriente, descrivendo usi e costumi di tali popoli, i loro rapporti con Bisanzio, come lo sviluppo di tali nazioni incise sulla decadenza e rovina dell'Impero d'Oriente. Lo storico rassicura i lettori che: 
Ecco le nazioni trattate dal Gibbon negli ultimi due volumi dell'Opera:
1. I Franchi: Carlo Magno e il Sacro Romano Impero (capitolo 49)
2. Gli Arabi: Maometto (cap. 50), Conquiste (cap. 51) e declino (cap. 52) dell'Impero islamico.
3. I Bulgari, Ungari e Russi (cap. 55)
4. I Normanni (cap. 56)
5. I Turchi Selgiuchidi (cap. 57)
6. I Crociati (cap. 58, 59, 60)
7. I Mongoli di Gengis Khan (cap. 65)
8. I Turchi Ottomani

I Capitoli 53 e 54 sono dedicati interamente all'Impero bizantino: nel primo di questi vengono trattate le condizioni dell'Impero nel X secolo, descrivendo l'organizzazione delle province, dell'esercito, le cariche politiche ecc. Il Cap. 54 viene invece dedicato all'eresia dei Pauliciani. Il Cap. 61 viene dedicato all'Impero latino, cioè l'Impero fondato dai Crociati dopo la loro conquista di Costantinopoli nel 1204. Il Cap. 62 viene dedicato alla riconquista greca di Costantinopoli e la rifondazione dell'Impero d'Oriente sotto la Dinastia dei Paleologhi. I capitoli dal 62 al 68 descrivono gli ultimi due secoli di vita dell'Impero, ridotto praticamente alla capitale; il capitolo 68 descrive la caduta di Costantinopoli del 1453 a opera degli Ottomani e la caduta dell'Impero romano in Oriente.

### Conclusione dell'Opera
Gli ultimi tre capitoli sono dedicati allo Stato di Roma alla fine del Medioevo: le sue rovine e l'inizio della ricostruzione. Alla fine del Capitolo 71 scrive la conclusione di tutta l'opera:

## La teoria di Gibbon
Gibbon offre una spiegazione per la caduta dell'Impero romano, un compito difficile dovuto alla carenza di fonti scritte, sebbene egli non fosse l'unico storico a trattare il soggetto. La maggior parte dei suoi spunti furono tratti dai pochi documenti disponibili: quelli dei pochi studiosi romani del IV e V secolo.
Secondo Gibbon, l'Impero romano cadde sotto le invasioni barbariche a causa della perdita di senso civico da parte dei suoi sudditi. Essi erano divenuti deboli, cedendo il compito di difendere i confini dell'impero a barbari mercenari che divennero così numerosi ed integrati nel tessuto della società da esser capaci di distruggere l'impero. Egli pensava che i romani fossero divenuti effeminati, incapaci di una vita virile da veri soldati. In altri termini Gibbon sostenne che il cristianesimo creò la certezza che una migliore vita sarebbe esistita dopo la morte e che questa idea portò i cittadini romani ad una indifferenza circa la vita terrena, che indebolì il loro desiderio di sacrificarsi per l'Impero. Egli credette anche che il pacifismo, così radicato nella nuova religione, contribuì a smorzare il tradizionale spirito marziale romano. Per ultimo, così come gli altri pensatori illuministi, Gibbon ebbe in disprezzo il medioevo così come il clero dei presunti secoli bui. Fu soltanto nella sua era, l'età della ragione e del pensiero razionale, che si pensò, a suo dire, che la storia umana potesse riprendere il suo progresso.